# Canefield
Canefield é uma cidade de Dominica localizada na paróquia de Saint Paul.